# Международная комиссия по промыслу китов

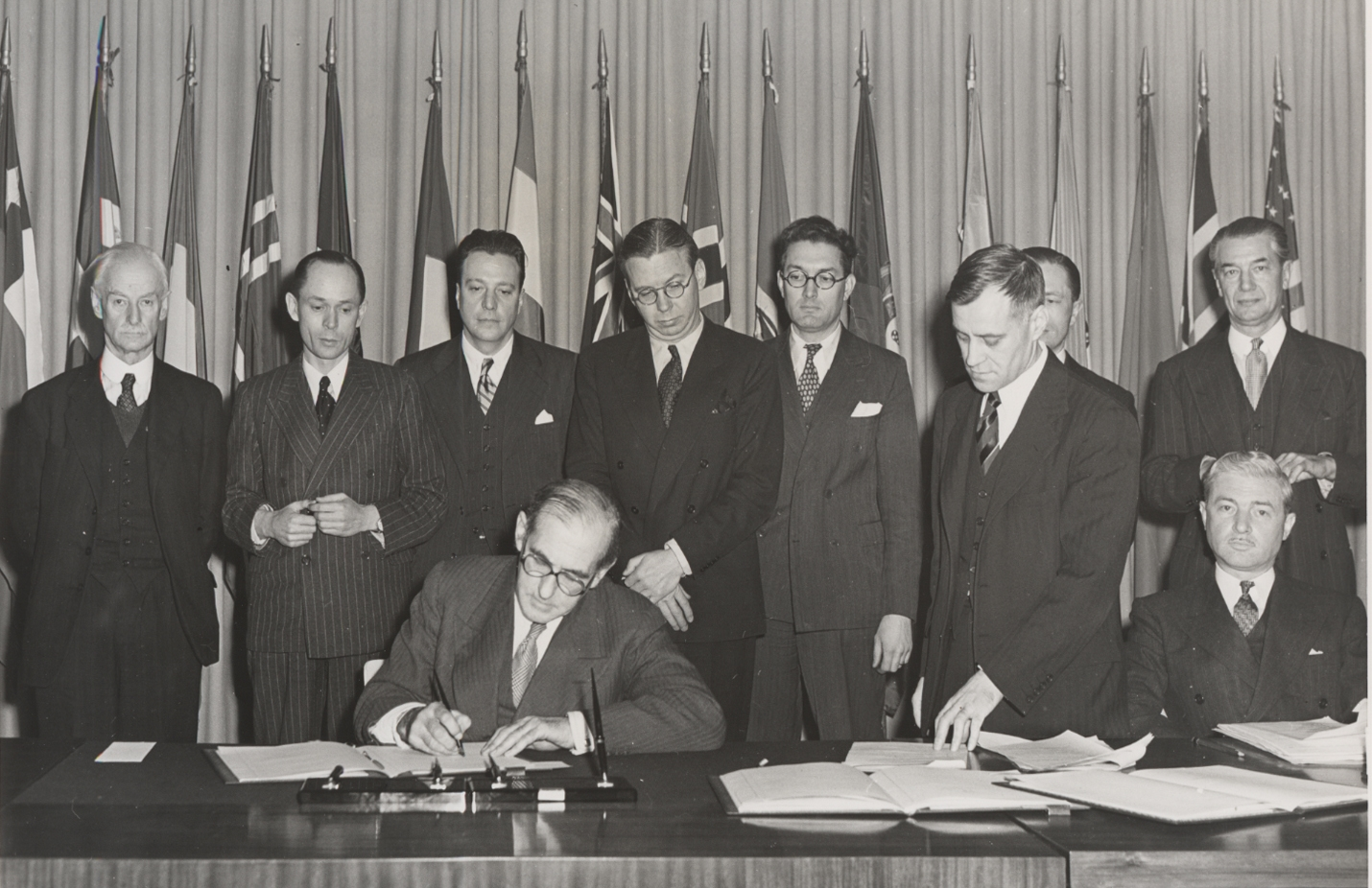
Подписание Международной конвенции по регулированию китобойного промысла 2 декабря 1946 года в Вашингтоне

Международная китобойная комиссия (англ. International Whaling Commission — IWC) была учреждена в рамках Международной конвенции о регулировании китобойного промысла (англ. International Convention for the Regulation of Whaling) 2 декабря 1946 г. в Вашингтоне. Основной целью Конвенции является обеспечение надлежащего сохранения популяций китов для того, чтобы сделать возможным упорядоченное развитие китобойного промысла. Основная задача Международной китобойной комиссии — отслеживать и при необходимости корректировать меры, обозначенные в приложении к Конвенции и регулирующие китобойный промысел в мире. Среди прочего эти меры направлены на:
- полный запрет добычи некоторых видов китообразных;
- выделение некоторых районов мирового океана в качестве «китовых заказников»;
- установление квот на добычу китообразных;
- установление ограничений по размеру добываемых китов;
- открытие и закрытие сезонов и районов китобойного промысла;
- запрет добычи детёнышей, питающихся молоком матери, и самок китов с детёнышами.

Кроме того, обязательным является составление отчетов, включающих промысловую статистику и собранную в ходе промысла биологическую информацию. IWC также инициирует, координирует и финансирует исследования китообразных и публикует результаты исследований.
IWC открыто для вступления любого государства согласного с Конвенцией 1946 г. Каждая страна-участница представлена комиссионером, которому помогают эксперты и советники. Председатель и вице-председатель IWC избираются обычно на 3 года из числа комиссионеров.
В IWC существует постоянно действующий секретариат со штаб-квартирой в Кембридже.
Ежегодное заседание IWC обычно проходит в мае или июне в любой стране-участнице либо на базе штаб-квартиры в Лондоне.
В IWC работают три основных комитета — Научный, Технический и Финансово-административный. Кроме того, существуют подкомитеты, отвечающие за такие вопросы как аборигенный промысел китов, нарушения положений и правил, а также другие специальные рабочие группы по широкому кругу проблем. Комиссионеры могут выбирать, в каких комитетах и подкомитетах их страна будет представлена.
Научный комитет собирается за две недели до основной встречи IWC. Он также может собираться в любое время для решения конкретных проблем. Представляемая Научным комитетом информация и рекомендации служат основой для IWC при выработке мер по регулированию китобойного промысла. Введение новых мер должно пройти голосование и получить не менее трех четвертей голосов. Любые новые меры вступают в силу через 90 дней после голосования. Если какая-либо из стран-членов IWC заявляет о своем несогласии с принимаемой мерой, данная мера не вводится на территории этого государства.
Меры, утверждённые IWC, вступают в силу через принятие законодательных актов в странах-участницах, которые также назначают инспекторов, следящих за осуществление промысла. Любое государство также может привлечь инспекторов, назначаемых IWC.
Популяции китообразных, как и других животных, могут устойчиво существовать лишь в том случае, если смертность и прирост уравновешивают друг друга. Популяции многих крупных китов были в значительной мере подорваны в результате нерегулируемого промысла. В 1975 г. IWC приняла новую концепцию управления ресурсами китообразных, направленную на то, чтобы привести популяции китов к состоянию, способному обеспечить их устойчивое длительное использование.
Однако, принимая во внимание недостаточность знаний о численности и состоянии популяций китообразных, IWC в 1982 г. приняла решение о введении моратория на коммерческий китобойный промысел любых видов, начиная с 1985/86 г. Данный мораторий не затрагивает аборигенный промысел китов, разрешенный для коренного населения Чукотки (Россия, серый и гренландский киты), Гренландии (Дания, финвал и малый полосатик), Аляски (США, серый и гренландский киты), Сент-Винсента и Гренадины (горбатый кит).